# Kristian Birkeland
Kristian Olaf Birkeland (Christiania, atualmente Oslo, 13 de dezembro de 1867 — Tóquio, 15 de junho de 1917) foi um físico norueguês. Escreveu seu primeiro artigo científico aos dezoito anos. Organizou várias expedições para as regiões mais ao norte da Noruega, onde estabeleceu uma rede observatórios de regiões de auroras para coletar dados sobre o campo magnético terrestre. Os resultados das expedições do período entre 1899 e 1900 continham a primeira determinação no padrão global de correntes elétricas em regiões polares. A descoberta dos raios X inspirou Birkeland a desenvolver câmaras de vácuo para estudar a influência  de magnetos em raios catódicos.
Birkeland sugeriu que correntes elétricas polares — hoje designadas por eletrojatos aurorais — estavam conectados a um sistema de correntes que fluíam ao longo de campo geomagnéticas para dentro e para fora da região polar.

## Curiosidade
- Uma nota de 200 coroas norueguesas mostra a figura de Kristian Birkeland

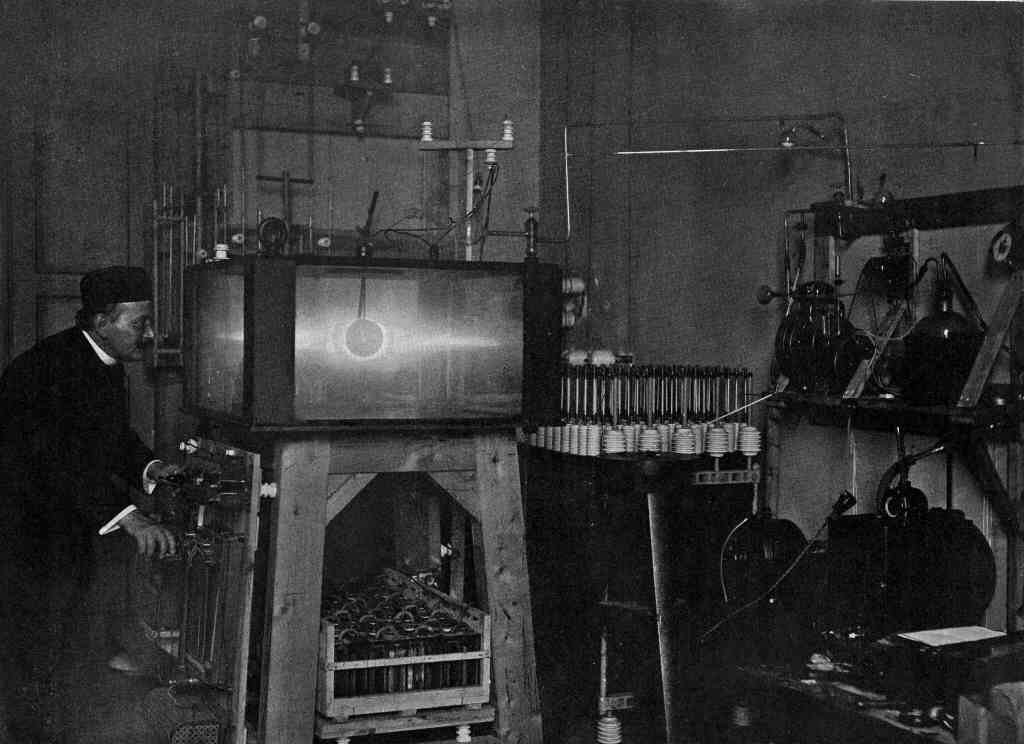
Kristian Birkeland e seus experimentos com sua terrela

 Media relacionados com Kristian Birkeland no Wikimedia Commons